# Grover Washington Jr.
Grover Washington Jr. (ur. 12 grudnia 1943 w Buffalo, zm. 17 grudnia 1999 w Nowym Jorku) – amerykański saksofonista i flecista grający muzykę smooth jazz.
Współzałożyciel i jeden z najważniejszych stylistów tzw. „Smooth-Jazz-Genres”. Jego największy hit to „Just the Two of Us” wykonany wspólnie z Billem Withersem.

## Życiorys
Washington jr. urodził się rodzinie o muzycznych zainteresowaniach: mama była chórzystką w kościele, a tata oprócz kolekcjonowania płyt gramofonowych starego jazzu (tzw. 78-ek) dobrze grał na saksofonie. Washington jr dorastał wśród liderów big bandowych jak Benny Goodman i Fletcher Henderson. W wieku 8 lat otrzymał od ojca saksofon.
Zmarł na skutek silnego ataku serca w szpitalu St. Luke's-Roosevelt w Nowym Jorku.